# Кубок Испании по футболу 1908
Кубок Испании 1908 — 6-й розыгрыш Кубка Испании по футболу, проводимый Королевской федерацией футбола Испании. Турнир прошел 12 апреля 1908 года, победителем стал ФК Мадрид.
Нет

## Участники
Атлетик Бильбао отказался от участия в знак протеста из-за отношения жителей Мадрида в некоторых играх предыдущих лет. Другие приглашенные команды, такие как каталонский чемпион X Sporting Club, отклонили приглашение по экономическим причинам. Приняли участие только две команды: Мадрид ФК и «Реал Виго Спортинг»

## Финал
| Мадрид ФК                             | 2–1 | «Реал Виго Спортинг» |
| ------------------------------------- | --- | -------------------- |
| Санчес Нейра 41′ · Федерико Рэвуэльто |     | Посада 85′           |

| Победитель          |
| ------------------- |
| ФК Мадрид 4-й титул |